# Vuelo recto y nivelado

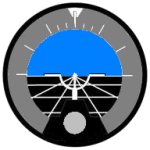
Indicador de actitud en vuelo recto y nivelado.

El vuelo recto y nivelado es una maniobra básica en aviación. Se denomina así al vuelo cuya trayectoria es la prolongación del eje longitudinal de la aeronave (la aeronave vuela recto), y en el que los planos de la misma se encuentran paralelos al horizonte (los planos o alas están nivelados).
El vuelo a una altura  y velocidad constante se consigue, por una parte, por equilibrio de las fuerzas de empuje y resistencia, y por otra, igualando la sustentación al peso. La resistencia aerodinámica, en la cual influyen todos los elementos del avión, será un elemento clave a la hora de definir cuál será el empuje necesario para que el vuelo se mantenga recto y nivelado. El piloto al mando de la aeronave deberá combinar correctamente la potencia del motor y el momento de cabeceo, para conseguir el vuelo recto y nivelado según la velocidad.

## Vuelo recto
El hecho de que una aeronave se encuentre realizando vuelo recto, quiere decir que el morro del avión apunta en una dirección al mismo tiempo que las alas se encuentran paralelas al horizonte de la Tierra. Así, la trayectoria trazada es rectilínea.
Para conocer si la aeronave se encuentra alineada con el horizonte mientras está volando, el panel de instrumentos cuenta con un Indicador de actitud, el cual simula el movimiento de la aeronave con respecto a la línea del horizonte.
Otra forma de saber si el avión vuela recto es observando el indicador de rumbo. Siempre que el rumbo permanezca constante, querrá decir que no se está realizando ningún viraje y por tanto el vuelo es recto.

## Vuelo nivelado
El vuelo nivelado consiste en que la aeronave se encuentre a una altitud constante. Uno de los instrumentos a bordo de la aeronave que aporta información sobre el vuelo nivelado es el varioaltímetro o indicador de velocidad vertical (VSI). Si la aguja del VSI marca 0, mientras que el la del altímetro permanece estática,  quiere decir que el vuelo está nivelado, pues  no se está perdiendo ni ganando altitud. 
- Datos: Q6165005